# ボートレースラジオ実況中継
ボートレースラジオ実況中継（ボートレースラジオじっきょうちゅうけい）は、文化放送が制作する競艇（BOAT RACE）の中継番組である。

## 概要
SG・プレミアムGIの優勝戦を競走ごとに『ボートレースライブ（格付）（競走名）実況中継』としてボートレース場のある地域のラジオ局を中心とする全国ネットで中継。地上波テレビ中継は名目上開催地地元局（複数局持ち回りの場合あり）を幹事局として制作されているのに対し、ラジオ中継は開催地にかかわらず文化放送が制作主幹となり、実況アナウンサーも同局から派遣される。
キー局の文化放送では日曜日の16:00 - 16:55に放送枠が設けられているが、ナイターレースの場合はレース実施の時間帯に放送枠を設けて放送する（基本的に20:30 - 21:00）。文化放送以外の放送局では16:30 - 16:55に放送されているが、ナイターレースの場合は文化放送と同じ時間帯で放送する（基本的に20:30 - 20:55）。ただし、2012年以前は『文化放送ホームランナイター』との兼ね合いから、上半期のナイターレースの中継は原則として裏送り（2012年はレース実況のみ自社のプロ野球中継の途中に挿入となる場合あり）での放送となっていた。現在も祝日開催で『文化放送ライオンズナイター』と重複した場合には、文化放送ではレース実況のみ自社のプロ野球中継の途中に挿入する措置を講じている。
なお、台風等の不可抗力でSG競走のスケジュールが順延された場合も放送枠のスライドは行われず、元々予定されている放送枠にて当日のレース（準優勝戦など）を放送する。
文化放送とラジオ大阪では中継が編成されない日にボートレース関連情報を中心とした競艇関連情報番組が放送されている。

## 出演者

### 実況
- 高橋将市
- 寺島啓太 - 2021年5月からはフリーアナウンサーとして扱われているが、文化放送専属に準ずる形で『ライオンズナイター』ともども担当を継続している。フリー転向後はボートレースを扱う地上波テレビ中継『BOAT RACEプレミア』でも本番組と重複しない範囲で実況を担当している。
- 土井悠平 - 2022年4月からはフリーアナウンサーとして扱われているが、同年度は文化放送専属に準ずる形で『ライオンズナイター』ともども担当を継続していた。2023年4月以降は『GAORAプロ野球中継』の実況と重複しない範囲で担当。
- 槇嶋範彦 - 2020年4月で文化放送との専属契約を終了した後も当面は本番組の担当を継続しているが、主に関東圏外での開催時における東京・浜松町の文化放送本社スタジオの司会を担当。

過去
- 鈴木光裕 - 定年退職後の2024年12月22日のボートレースグランプリにて久々に実況を担当した。
- 松島茂

この他、関東圏外での開催時にはゲストとして、開催地のネット局のアナウンサー・パーソナリティが1 - 2名出演する。

## ネット局
競走のグレードや開催時間帯・開催曜日によってはネットしない放送局がある。青森放送、秋田放送、東北放送、新潟放送の4局では、2021年度以前の下半期にナイターレースを中継する場合、TBSラジオの裏番組「ラジオ寄席」がスポンサーの都合上優先されるため、ネットしなかった。「ラジオ寄席」の終了に伴い、2022年12月18日のグランプリ優勝戦を皮切りに、下半期も該当4局にてナイターレースがネットされている。
また、開催日がプロ野球日本シリーズと重なった場合、野球中継を放送する局ではグレードに関わらず臨時非ネットとする場合があるほか、開催日が12月24日の場合、「ラジオ・チャリティー・ミュージックソン」参加局ではグレードにかかわらず臨時非ネットとする場合がある。
文化放送（2012年まで）、東海ラジオ、中国放送、RKB毎日放送は、プロ野球中継のためレース実況挿入も含めて放送できなかった場合、野球中継内もしくは終了後にレース結果のみ紹介する場合がある。
2020年は新型コロナウイルス感染症による影響で、3月20日に予定されていたプロ野球開幕が6月19日に延期されたが、本番組はプロ野球開幕までの間も、FMちゅーピーやLOVE FMへの振替も含め、当初のスケジュールに沿ってネットが組まれていた（プロ野球の試合が中止となった場合と同じ扱い）。
同年12月31日の賞金女王決定戦競走や2021年12月7日のボートレースバトルチャンピオントーナメント競走は平日のため文化放送など通常のワイド番組が放送される局は番組を中断して放送した。
ラジオ関西では月曜から金曜は「歌声は風にのって」の放送が優先される。2021年のボートレースバトルチャンピオントーナメントのケースでは制作局である文化放送が16:10から16:55まで制作を行ったうえでラジオ関西以外が16:10から16:35で放送、16:30からラジオ関西が飛び乗り、16:35から16:55まではラジオ関西のみでの放送となった。
ラジオ関西のケースと同様、ラジオ大阪も日曜は「OBCドラマティック競馬」の放送が優先される。2023年1月15日のケースでは制作局である文化放送が16:00から16:55まで制作を行ったうえでラジオ大阪以外が16:10から16:35で放送、16:30からラジオ大阪が飛び乗り、16:35から16:55までは文化放送とラジオ大阪の2局ネットでの放送となった。
●印は放送エリア内にボートレース場（競艇場）が所在する局、〇は放送エリア内にボートレースチケットショップが所在する局。
| 放送対象地域   | 放送局名                                 | 系列             | 備考 |
| -------------- | ---------------------------------------- | ---------------- | --- |
| 関東広域圏     | 文化放送（QR）●                          | NRN              | 制作・幹事局 プロ野球中継と重なった場合はレース実況部分のみの挿入となり、レース前後の部分は裏送りとなる。 |
| 北海道         | 北海道放送（HBC）〇                      | NRN / JRN        | 2019年よりネットを開始するが、通常編成がプロ野球中継優先のため、 秋季を中心とした一部のSG競走のみ放送。 2020年からは、野球中継がデーゲームとなる日に行われるナイターレースもネットする他、 日中発走時もプロ野球の開催時間によっては雨天中止または早終了時に限り放送する場合もある。                                        |
| 青森県         | 青森放送（RAB）〇                        | NRN / JRN        | 日曜開催のSG競走のみネット。 |
| 宮城県         | 東北放送（TBC）〇                        | NRN / JRN        | プロ野球中継優先のため、秋季を中心とした一部の日曜開催のSG競走のみネット。 2020年は日曜夕方の自社制作枠廃枠のため、プロ野球デーゲーム開催時も雨傘番組として編成されることがある。 |
| 秋田県         | 秋田放送（ABS）〇                        | NRN / JRN        | SG競走のみネット（一部の祝日開催分除く）。 |
| 山形県         | 山形放送（YBC）                          | NRN / JRN        | SG競走のみネット。 |
| 福島県         | ラジオ福島（RFC）〇                      | NRN / JRN        | SG競走のみネット。 |
| 新潟県         | 新潟放送（BSN）〇                        | NRN / JRN        | 2019年より日曜開催のSG競走のみネット開始。 |
| 石川県         | 北陸放送（MRO）〇                        | NRN / JRN        | 2019年よりSG競走のみネット開始（一部の祝日開催分除く）。 |
| 福井県         | 福井放送（FBC）●                         | NRN / JRN        | |
| 山梨県         | 山梨放送（YBS）〇                        | NRN / JRN        | SG競走のみネット。 |
| 中京広域圏     | 東海ラジオ（SF）●〇                      | NRN              | プロ野球中継と重なった場合は、原則として野球中継が雨天中止または早終了時のみの放送であるが、 開催地が蒲郡・常滑・津の何れかの場合に限り、野球中継の途中にレース実況部分のみ挿入する。 |
| 岐阜県         | 岐阜放送（ぎふチャン/GBS）〇             | 独立局           | 上記の東海ラジオと聴取可能エリアが重なっている。 放送時間は基本的にSFと同じ。 基本的にSG競走のみネットするが、2019・2020年はSFで全編放送されないPGI競走もネットしていた。 |
| 静岡県         | 静岡放送（SBS）●〇                       | NRN / JRN        | |
| 近畿広域圏     | ラジオ大阪（OBC）●〇                     | NRN              | 日曜夕方は必ず「OBCドラマティック競馬」の放送が優先される。長らくOBCのアナウンサーは派遣されていなかったが2024年6月30日のボートレース尼崎の中継から自社アナウンサーを派遣。 |
| 兵庫県         | ラジオ関西（CRK）●〇                     | 独立局           | 上記のラジオ大阪と聴取可能エリアが重なっている。 放送時間は土曜および日曜日放送の場合基本的にラジオ大阪と同じ。 月曜から金曜日は必ず「歌声は風にのって」の放送が優先される。 PGI競走もネットするが、ナイターレースは2021年までグレードに関わらず非ネットだった。 尼崎開催時のパーソナリティー派遣は当局ではなくOBCが担当。 |
| 京都府・滋賀県 | 京都放送（KBS京都）●〇 （KBS滋賀含む）   | NRN              | |
| 広島県         | 中国放送（RCC）●〇                       | NRN / JRN        | プロ野球中継と重なる可能性がある場合は自社ではネットせず（地元開催時のパーソナリティー派遣のみ実施）、後述のFMちゅーピーで代替放送。 開催日がラジオ・チャリティー・ミュージックソンと重なった場合も同様の措置を採る |
| 広島市周辺     | FMちゅーピー●〇                          | コミュニティFM局 | RCCがプロ野球中継またはラジオ・チャリティー・ミュージックソンのため放送出来ない場合のみネット。 2019年からは野球中継の延長枠と重なる可能性がある場合にも当局への振替が行われるようになった。 |
| 山口県         | 山口放送（KRY）●〇                       | NRN / JRN        | |
| 鳥取県・島根県 | 山陰放送（BSS）〇                        | NRN / JRN        | SG競走のみネット。 |
| 岡山県         | RSK山陽放送（RSK）●〇                    | NRN / JRN        | |
| 香川県         | 西日本放送（RNC）●〇                     | NRN / JRN        | |
| 愛媛県         | 南海放送（RNB）〇                        | NRN / JRN        | SG競走のみネット。 高校野球愛媛大会の中継と重なった場合は、野球中継が雨天中止または早終了時のみ放送。 |
| 高知県         | 高知放送（RKC）〇                        | NRN / JRN        | SG競走のみネット。 |
| 徳島県         | 四国放送（JRT）●〇                       | NRN / JRN        | 四国アイランドリーグplusの中継と重なった場合も、同中継を中断したうえで通常通り放送。 |
| 福岡県         | RKB毎日放送（RKB）●〇                    | JRN              | プロ野球中継と重なる可能性がある場合は自社ではネットせず（地元開催時のパーソナリティー派遣のみ実施）、 後述のLOVE FMで代替放送。 |
| 福岡県         | LOVE FM●〇                               | MegaNet          | RKBがプロ野球中継のため放送出来ない場合のみネット。 2019年からは野球中継の延長枠と重なる可能性がある場合にも当局への振替が行われるようになった。 |
| 長崎県・佐賀県 | 長崎放送（NBC）●〇 （NBCラジオ佐賀含む） | NRN / JRN        | パーソナリティー派遣は大村開催時のみ実施（唐津開催時はRKB毎日放送から派遣）。 |
| 宮崎県         | 宮崎放送（MRT）〇                        | NRN / JRN        | SG競走のみネット。 |
| 鹿児島県       | 南日本放送（MBC）〇                      | NRN / JRN        | 日曜開催のSG競走のみネット。 |
| 沖縄県         | 琉球放送（RBC）                          | JRN              | 2019年よりネット開始。ただし、ナイターレースや日曜以外の開催分のネットは2020年から。 2019年度のみ、QRが16:00から放送するレースはフルネットしていた。 現在は他地方局同様、16:30に飛び乗りで放送している。 |